# Tanjung Piai
Tanjung Piai es un cabo, y también una localidad, de la provincia de Johor, en Malasia, que constituye el extremo meridional de Malasia peninsular y por ende el extremo sur de Asia continental. La silueta de Singapur se puede ver detrás del estrecho de Johor. Está rodeado por bosques de manglares.
El límite este del estrecho de Malaca parte de este cabo, por lo que delimita las aguas convencionalmente asignadas al océano Índico (estrecho de Malaca) de las del Pacífico (mar de la China Meridional).